# Timofej Florinskij

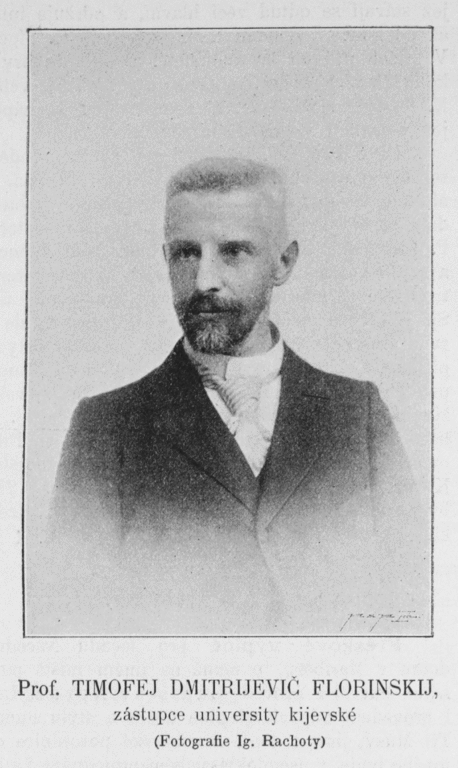
Timofej Florinskij.

Timofej Dmitrievitj Florinskij (ryska Тимофе́й Дми́триевич Флори́нский), född den 28 oktober 1854 i Sankt Petersburg, död den 2 maj 1919 i Kiev (skjuten), var en rysk slavist.
Florinskij var professor i slavisk filologi vid universitetet i Kiev. Bland hans vetenskapliga arbeten märks Juzjnye slavjane i Vizantija vo vtoroj tjetverti XIV vjeka (Sydslaverna och Bysans i 1300-talets andra fjärdedel, 1882), Polititjeskaja i kulturnaja borjba na gretjeskom Vostokjev' pervoj polovinje XIV v. (Den politiska och kulturella kampen i grekiska östern i förra hälften av 1300-talet, 1883) och det rent filologiska arbetet Lektsii po slavjanskomu jazykoznaniju (om sydväst- och nordvästslaviska språk, 2 delar 1895–1897).